# わかもと製薬
わかもと製薬株式会社（わかもとせいやく）は、東京都中央区に本社がある薬品会社である。胃腸薬「強力わかもと」などの大衆医薬品の他にも、医家向け商品も研究・開発している。

## 沿革
- 1929年（昭和4年）4月 - 東京市芝公園大門（現・東京都港区芝大門）に長尾欽弥らが「合資会社 栄養と育児の会」を設立する。東京帝国大学 農学部の沢村真[注釈 1] より協力を得て「わかもと」[注釈 2] を発売した。
- 1932年（昭和7年）10月 - 東京市外北多摩郡砧村（現・東京都世田谷区宇奈根）に東京工場（玉川工場）を新設する。
- 1933年（昭和8年）1月15日 - 「株式会社栄養と育児の会」を創設する。
- 1943年（昭和18年）7月 - 商号を「わかもと製薬株式会社」に改称する。
- 1949年（昭和24年）5月 - 東京証券取引所2部に上場する。
- 1949年（昭和24年）6月18日 - 東京工場にて人員整理の労使交渉がもつれ重役が軟禁される。労働組合員27人が逮捕される[1]。
- 1954年（昭和29年）2月 - 歯磨の発売をきっかけに化粧品事業へ進出する。
- 1962年（昭和37年）1月 - 従来の製品より成分を強化した「強力わかもと」を発売する。
- 1967年（昭和42年） - 玉川工場跡地を駒澤大学に売却する（現在の同大学玉川グラウンド用地）。
- 1968年（昭和43年）6月 - 神奈川県大井町に相模大井工場と相模研究所を新設する（下記参照）。
- 1983年（昭和58年）9月 - 東京証券取引所1部に指定替えする。
- 1989年（平成元年）1月 - 発行額面総額40億円の第1回物上担保附転換社債を発行 。
- 1989年（平成元年）5月 - 水溶性非ステロイド性抗炎症点眼剤「ジクロード点眼液0.1%」発売。
- 1994年（平成 7年）12月 - 乳酸菌整腸剤「わかもと整腸薬」を発売 。
- 1999年（平成11年）11月 - 世界初の熱応答ゲル技術応用点眼液　緑内障・高眼圧症治療剤「リズモンＴＧ点眼液」発売。
- 2000年（平成12年）11月 - アレルギー性結膜炎治療剤「ゼペリン点眼液0.1％」発売。
- 2002年（平成14年）8月 -  相模大井工場環境マネジメントシステム ISO14001認証 取得。
- 2005年（平成17年）11月 - 薬用歯みがき「アバンビーズ」発売。
- 2007年（平成19年）7月 - 緑内障・高眼圧症治療剤「ニプラジロール点眼液0.25％「わかもと」」発売（防腐剤フリーのＮＰ容器を初めて採用した製品）。
- 2010年（平成22年）12月 - 眼科手術補助剤「マキュエイド硝子体内注用40mg」発売（現 眼科手術補助剤・眼科用副腎皮質ホルモン剤「マキュエイド眼注用40mg」）
- 2011年（平成23年）5月 - 子会社の信栄株式会社を吸収合併。
- 2014年（平成26年）4月 - 本社を東京都中央区日本橋本町2-2-2に移転。
- 2015年（平成27年）10月  - サプリメント「オプティエイドDE」発売。
- 2017年（平成29年）4月 - 乳酸菌含有加工食品「アバンビーズ オーラルタブレット」発売。
- 2018年（平成30年）10月 - アレルギー専用眼科用薬「アレジフェンス」発売。
- 2020年（令和2年）4月 - ロート製薬株式会社との包括的業務提携に合意したことを発表[2][3]。

## 所在地
- 本社 - 東京都中央区日本橋本町2-2-2
- 相模大井工場・相模研究所 - 神奈川県足柄上郡大井町金手378
- 札幌支店 - 北海道札幌市中央区北3条西3丁目1 札幌北三条ビル
- 仙台支店 - 宮城県仙台市宮城野区榴岡2-4-22 仙台東口ビル
- 関東支店 - 埼玉県さいたま市大宮区仲町3-13-1 住友生命大宮第2ビル
- 東京支店 - 東京都新宿区西新宿1-22-2 新宿サンエービル
- 名古屋支店 - 愛知県名古屋市中区錦1-10-20 アーバンネット伏見ビル
- 大阪支店 - 大阪府吹田市江の木町17-1 コンパーノビル
- 広島支店 - 広島県広島市東区光町1-13-20 ディア・光町
- 福岡支店 - 福岡県福岡市博多区博多駅南1-3-6 第三博多偕成ビル

## 主な商品

### 胃腸薬
強力わかもと
【指定医薬部外品】同社の主力商品。乳酸菌、麹菌、ビール酵母といった3つの成分を配合しており、麹菌に消化酵素を生み出すアスペルギルス・オリゼーNK菌、乳酸菌にわかもと製薬オリジナルの乳酸菌 Enterococcus faecium WB2000株 を使用。1929年より発売されていた栄養剤（ビール酵母製剤）「若素（わかもと）」の成分を胃腸薬方面へとシフト、さらに1962年に各種ビタミンの配合や乳酸菌の倍増など成分の強化を受けて現在の形となる。わかもと製薬の起源となった商品であり、現在も売上のうち、2割前後を占めている。
近年は大衆薬市場の停滞を受け、同商品も売上減少傾向にあったが、台湾人を中心とした訪日外国人の“爆買い”の影響で、2012年を底に売上を回復させた。同商品は、台湾、シンガポール、香港などでも現地代理店の積極的な広告宣伝とともに販売され、特に台湾では胃腸薬のトップブランドとなっている。台湾では日本の約1.5倍の価格で販売されているため、訪日台湾人の爆買いの対象となった。
わかもと整腸薬
【指定医薬部外品】軟便などを繊維使用の成分により改善していく。張ったおなかをやわらげるメカニズムがある。
わかもと整腸薬 ビナチュラ
【第3類医薬品】2013年4月発売。大腸に効く2種類のビフィズス菌、小腸に効く2種類のラクトミン、おなかのハリを改善するジメチコン（消泡剤）、肌の健康に役立つビタミンC・B6を配合した女性向けの整腸薬。特に女性に多いおなかのハリ（腹部膨満感）や便秘に効果がある。直径8ミリと小粒で服用しやすいピンクの錠剤。携帯しやすいチャック付きパウチ入りとなっている。
ワカモト消化薬
【指定医薬部外品】消化を助ける。
わかもとNK胃腸薬
【第3類医薬品】胃の調子を助け腸の働きを守る。アスペルギルス・オリゼーNK菌が主成分。
顆粒わかもと
【指定医薬部外品】2008年に発売された強力わかもとの姉妹品。

### 医療用医薬品
ジクロード点眼液0.1%

リズモンTG点眼液0.25%,0.5%

ゼペリン点眼液0.1%

マキュエイド硝子体内注用40mg

### ドクターズサプリメント
オプティエイドDE

### その他
アバンビーズDX
（乳酸菌入り歯磨き）【医薬部外品】「強力わかもと」と並ぶ同社の主力商品。「アバンビーズ」として2005年発売。生きた乳酸菌を清掃剤として配合し、歯垢を除去し保つ働きがある。2013年4月に「アバンビーズ」シリーズの処方改良するとともに、パッケージデザインをリニューアル、さらに従来からある80g入りに加え、トライアルサイズとして35g入りが追加された。症状や目的に合わせて、「歯周病予防」「口臭予防」「ダンブランシュ 美白」「知覚過敏予防」「コーラルε（イプシロン）」の5タイプがある（製造販売元：日本ゼトック）。
タプソール
（外用鎮痛消炎剤）【第3類医薬品】痛んだ筋肉を温める。クリームタイプ。
ティアメート
（目薬）【第2類医薬品】【第3類医薬品】
アイメート
（点眼薬）【第2類医薬品】
コーラル
（歯磨き粉）【医薬部外品】歯周病予防のための薬用歯磨き。シソの香りが特徴。一般用はパッケージが緑色。医療用、医者用、歯科用はパッケージが青色。

## 社章
わかもと製薬の社章として使われている砲丸投げをする人のシルエットマークの由来は、外国映画が好きだった創業者が、ある映画で砲丸投げをするシーンを見た際、その健康的な肉体美が商品のイメージに合うとのひらめきから採用された。

## CM出演者
- 白田久子（アバンビーズ）
- 瀬葉エミレ（アバンビーズ）
- 桜田淳子（強力わかもと）（過去に出演）
- 椎名令恵（強力わかもと）（過去に出演）
- 友竹正則（強力わかもと）（故人。過去に出演）
- 山下真司（強力わかもと）（過去に出演）

現在、強力わかもとは、顆粒とともにパッケージのみでのCMとなっている。ちなみに新聞広告も行っている。

## 提供番組
現在
- FNN Live News days（テレビ新広島）
- ネプリーグ（テレビ新広島）

過去
- FNNスピーク→FNNプライムニュース デイズ（テレビ新広島）

## 諸問題

### 取引先への違反接待
同社が2013年10月から2024年4月にかけ、近畿地方に所在する病院の院長に対し、病院と自宅、他の医療機関との間を、社用車で繰り返し送迎するなど、公正競争規約に違反する行為を継続的に行っていたとして、医療用医薬品製造販売業公正取引協議会が同社を指導していたことが、2025年に判明。同社はマスコミ取材に対し、コメントを拒否している。